# District de Gurdaspur
Le district de Gurdaspur est un des 22 districts de l'état indien du Pendjab.